# Oxy-Foitit
Das Mineral Oxy-Foitit ist ein seltenes Ringsilikat aus der Turmalingruppe mit der idealisierten chemischen Zusammensetzung □(Fe2+Al2)Al6(Si6O18)(BO3)3(OH)3O. Das Quadrat-Symbol (□) steht dabei für einen nicht vollständig besetzten Strukturplatz.
Anhand äußerer Kennzeichen ist Oxy-Foitit nicht von anderen schwarzen Turmalinen wie Schörl, Fluor-Schörl, Oxy-Schörl, Foitit, Lucchesiit, Feruvit oder eisenreichen Dravit zu unterscheiden. Sie kristallisieren mit trigonaler Symmetrie und bilden schwarze, prismatische Kristalle von einigen Millimetern bis Zentimetern Größe. Die Prismenflächen können, wie bei vielen Turmalinen, in Längsrichtung gestreift sein. Im Dünnschliff zeigen sie einen starken Pleochroismus von blass braun nach dunkelbraun. Wie alle Minerale der Turmalingruppe sind sie pyroelektrisch und piezoelektrisch.
Oxy-Foitit ist nur an wenigen Fundorten weltweit zweifelsfrei nachgewiesen worden. Er kristallisiert in aluminiumreichen Graniten und deren Pegmatiten oder kontaktmetamorph in teilweise aufgeschmolzenen Metapeliten. Die Typlokalität ist ein granitischer Pegmatit des Cooma metamorphic Complex bei Cooma im Beresford County in New South Wales, Australien.

## Etymologie und Geschichte
Eine Untersuchung der Zusammensetzungen von Turmalinen aus Irland im Jahr 1988 zeigte, dass der Ersatz von Fe2+ durch Al3+ gleichermaßen mit einem Verlust von Protonen (Oxy-Schörl) wie auch Natrium (Foitit) einhergeht. Auch Einkristall-Strukturverfeinerungen von Foit 1989 an einem Schörl mit 0,45 Leerstellen auf der Alkali-[x]-Position bestätigten diesen Befund.
Den Namen „Oxy-Foitit“ ein für einen Fe-Turmalin mit leerer X-Position und O2− auf der W-Position führten Frank Hawthorne und Darrell Henry in ihrer 1999 publizierten Klassifikation der Turmaline ein.
Im Jahr 2003 beschrieben Mineralogen der University of Wisconsin-Madison den ersten natürlichen Turmalin mit einer Zusammensetzung im Bereich von Oxy-Foitit. Eine vollständige Charakterisierung eines Oxy-Foitits aus
einem granitischen Pegmatit im Beresford County, New South Wales, die zur Anerkennung als neues Mineral durch die International Mineralogical Association (IMA) führte, gelang schließlich der Arbeitsgruppe um Ferdinando Bosi im Jahr 2016.

## Klassifikation
In der strukturellen Klassifikation der IMA gehört Oxy-Foitit zur Leerstellen-Untergruppe 3 der Leerstellen-Gruppe in der Turmalinobergruppe.
Da der Oxy-Foitit erst 2016 als eigenständiges Mineral anerkannt wurde, ist er in der seit 1977 veralteten 8. Auflage der Mineralsystematik nach Strunz noch nicht verzeichnet. Einzig im Lapis-Mineralienverzeichnis nach Stefan Weiß, das sich aus Rücksicht auf private Sammler und institutionelle Sammlungen noch nach dieser alten Form der Systematik von Karl Hugo Strunz richtet, erhielt das Mineral die System- und Mineral-Nummer VIII/E.19-40. In der „Lapis-Systematik“ entspricht dies der Klasse der „Silikate und Germanate“ und dort der Abteilung „Ringsilikate (Cyclosilikate)“, wo Oxy-Foitit zusammen mit Adachiit, Bosiit, Chromdravit (heute Chrom-Dravit), Chromo-Aluminopovondrait (heute Chromo-Alumino-Povondrait), Darrellhenryit, Dravit, Elbait, Feruvit, Fluor-Buergerit, Fluor-Dravit, Fluor-Elbait, Fluor-Liddicoatit, Fluor-Schörl, Fluor-Tsilaisit, Fluor-Uvit, Foitit, Lucchesiit, Luinait-(OH) (heute diskreditiert), Magnesiofoitit, Maruyamait, Oxy-Chromdravit (heute Oxy-Chrom-Dravit), Oxy-Dravit, Oxy-Schörl, Oxy-Vanadiumdravit (heute Oxy-Vanadium-Dravit), Rossmanit, Schörl, Olenit, Povondrait, Tsilaisit, Uvit, Vanadio-Oxy-Chromdravit (heute Vanadio-Oxy-Chrom-Dravit), Vanadio-Oxy-Dravit die „Turmalin-Gruppe“ bildet (Stand 2018).
Die seit 2001 gültige und von der International Mineralogical Association (IMA) bis 2009 aktualisierte 9. Auflage der Strunz’schen Mineralsystematik ordnet den Oxy-Foitit ebenfalls in die Abteilung der „Ringsilikate“ ein. Diese ist allerdings weiter unterteilt nach der Struktur der Ringe und der möglichen Anwesenheit inselartiger, komplexer Anionen, so dass das Mineral entsprechend seiner Zusammensetzung in der Unterabteilung „[Si6O18]12−-Sechser-Einfachringe mit inselartigen, komplexen Anionen“ zu finden ist, wo es zusammen mit Ferri-Feruvit, Ferri-Uvit, Fluor-Chromdravit, Fluor-Schörl, Fluor-Dravit, Fluor-Elbait, Fluor-Foitit, Fluor-Mg-Foitit, Fluor-Olenit, Fluor-Rossmanit, Hydroxy-Buergerit (heute Buergerit), Hydroxy-Feruvit (heute Feruvit), Hydroxy-Liddicoatit (heute Liddicoatit), Hydroxy-Uvit (heute Uvit), Oxy-Chromdravit (heute Oxy-Chrom-Dravit), Oxy-Dravit, Oxy-Elbait (heute Darrellhenryit), Oxy-Ferri-Foitit, Oxy-Feruvit (heute Lucchesiit), Oxy-Liddicoatit, Oxy-Mg-Ferri-Foitit, Oxy-Mg-Foitit, Oxy-Rossmanit, Oxy-Schörl, Oxy-Uvit (heute Magnesio-Lucchesiit) noch zu den hypothetischen Endgliedern der „Turmalingruppe“ mit der System-Nr. 9.CK.05 gezählt wird.
Die vorwiegend im englischen Sprachraum gebräuchliche Systematik der Minerale nach Dana kennt den Oxy-Foitit noch nicht.

## Chemismus
Oxy-Foitit ist das □-Al-Analog von Oxy-Schörl bzw. das O-Al-Analog von Foitit und hat die idealisierte Zusammensetzung [X]□[Y](Fe2+Al2)[Z]Al6([T]Si6O18)(BO3)3[V](OH)3[W]O, wobei [X], [Y], [Z], [T], [V] und [W] die Positionen in der Turmalinstruktur sind. Für den Foitit aus den Typlokalität wurde folgende empirische Zusammensetzung ermittelt:
- [X](□0,53Na0,45Ca0,01K0,01) [Y](Al1,53Fe2+1,16Mg2+0,22Mn2+0,05Zn2+0,01Ti4+0,03) [Z](Al5,47Fe3+0,14Mg2+0,39) [[T](Si5,89Al0,11)O18](BO3)3[V](OH)3 [W][O0,57F0,04(OH)0,39]

Oxy-Foitit bildet Mischkristallreichen unter anderem mit Oxy-Schörl, Foitit und dem hypothetischen Oxy-Magnesio-Foitit entsprechend der Austauschreaktionen
- [Y]Fe2+ = [Y] Mg2+ (Oxy-Magnesio-Foitit)
- [X]□ + [Y]Al3+ = [X]Na+ + [Y]Fe2+ (Oxy-Schörl)[8]
- [Y]Al3+ + [W]O2− = [Y]Fe2+ + [W](OH)− (Foitit)[8]

## Kristallstruktur
Oxy-Foitit kristallisiert mit trigonaler Symmetrie in der Raumgruppe R3m (Raumgruppen-Nr. 160) mit 3 Formeleinheiten pro Elementarzelle. Die Gitterparameter des natürlichen Mischkristalls aus der Typlokalität sind: a = 15,9387(3) Å, c = 7,1507(1) Å.
Die Kristallstruktur ist die von Turmalin. Die von 9 bis 10 Sauerstoffen umgebene X-Position ist nicht besetzt, die oktaedrisch koordinierte [Y]-Position ist gemischt besetzt mit Eisen (Fe2+) und zwei Aluminium (Al3+) und die kleinere, ebenfalls oktaedrisch koordinierte [Z]-Position enthält (Al3+). Silizium (Si4+) besetzt die tetraedrisch koordinierte [T]-Position und die [W]-Anionenposition ist mit einem O2−-Ion besetzt.

## Bildung und Fundorte
Oxy-Foitit wurde bislang nur an einigen wenigen Fundorten weltweit zweifelsfrei nachgewiesen.
In der Typlokalität, den migmatitischen Gneisen bei Cooma in New South Wales, Australien, tritt Oxy-Foitit in granitischen Pegmatiten auf, die sich bei der Aufschmelzung der Gneise pelitischer Zusammensetzung bildeten. Oxy-Foitit tritt hier zusammen mit Muskowit, Kalifeldspat und Quarz auf.
Die Baraboo-Quarzite bei Baraboo im Sauk County in Wisconsin, USA sind von Quarz-Turmalin-Gängen durchzogen. Die darin enthaltenen foititischen Turmaline bilden Aggregate blaugrüner, prismatischer Kristalle von unter 1 mm Länge und haben im Kernbereich Zusammensetzungen im Bereich von Oxy-Foitit bis Magnesio-Foitit. Begleitminerale sind hier Quarz und etwas Hämatit.